# Nederhemert

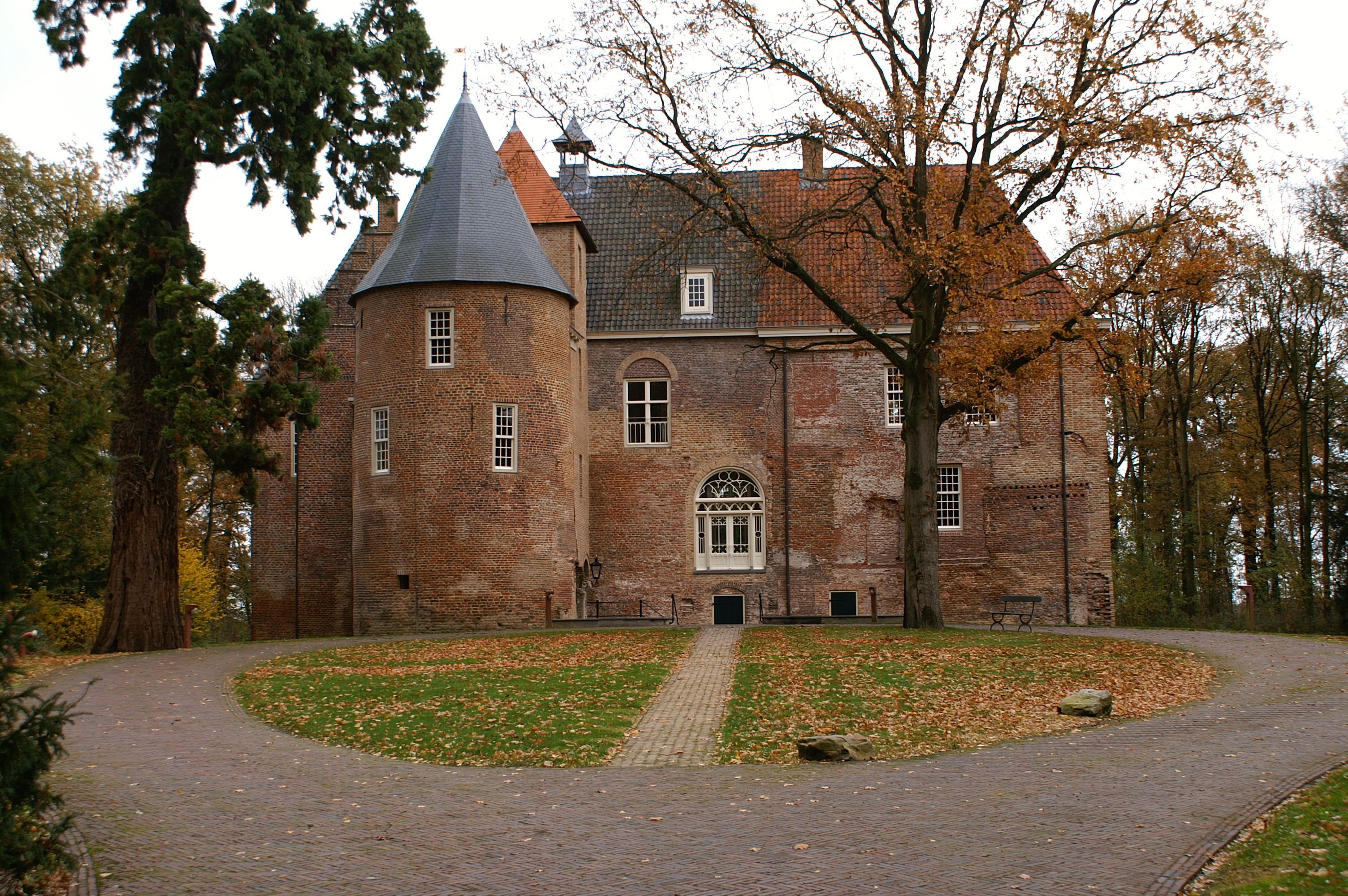
Kasteel Nederhemert.

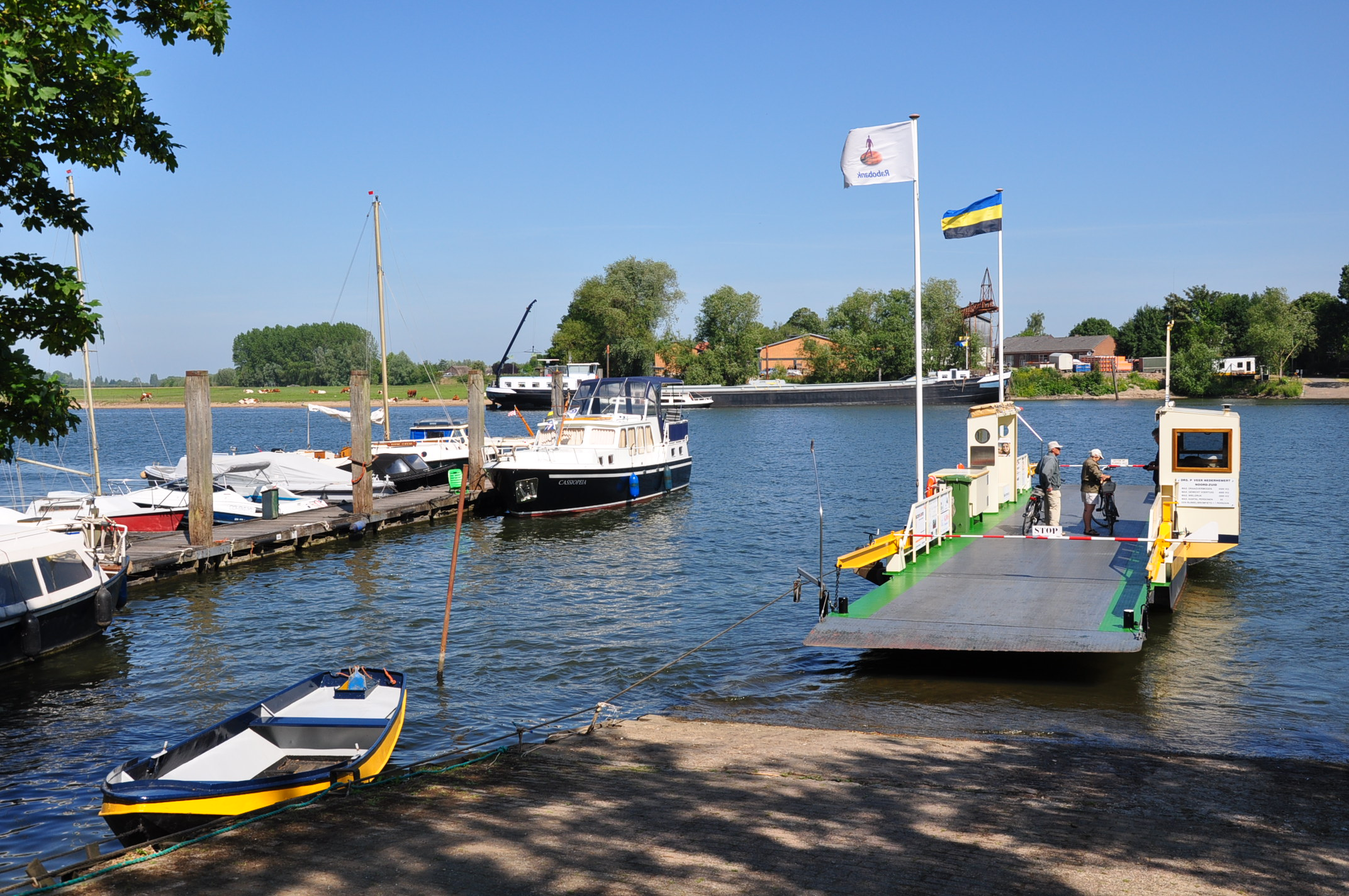
Pontje over de Afgedamde Maas tussen Nederhemert-Noord en Nederhemert-Zuid.

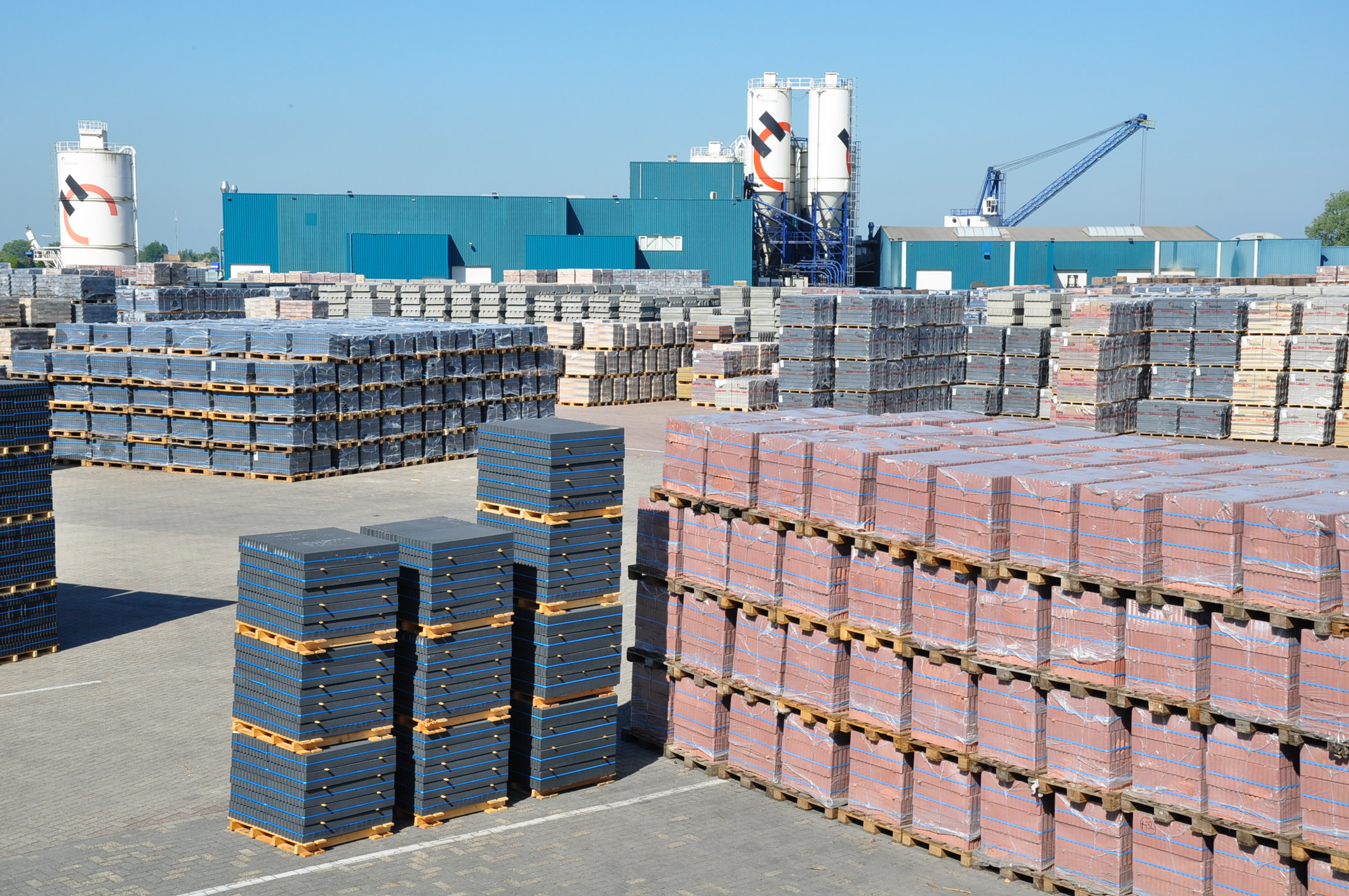
Steenfabriek tussen Aalst en Nederhemert-Noord.

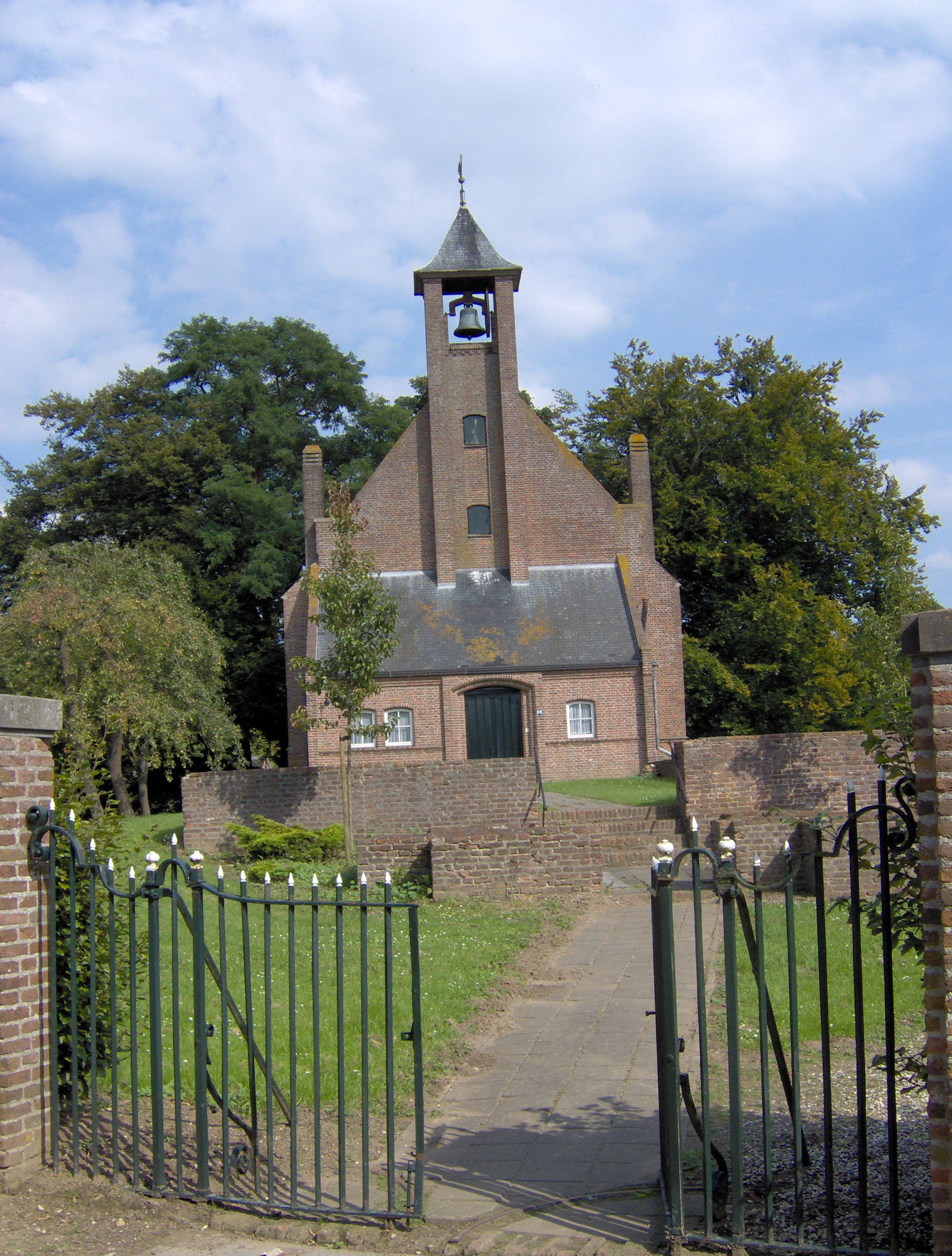
Nederlands Hervormde kerk in Nederhemert-Zuid.

Nederhemert is een deel van de gemeente Zaltbommel, in de Nederlandse provincie Gelderland. Nederhemert bestaat uit de dorpen Nederhemert-Zuid en Nederhemert-Noord, van elkaar gescheiden door de Afgedamde Maas. Tussen beide dorpen vaart in de maanden maart tot en met oktober op maandag tot en met zaterdag een pont.

## Geschiedenis

### Vroege geschiedenis
Nederhemert is, als Hemert, bekend sinds de 11e eeuw. Er zijn aanwijzingen dat bepaalde vermeldingen uit de 9e eeuw op Nederhemert slaan, maar dat is niet met zekerheid te zeggen.

### Scheiding van Noord en Zuid
Tot omstreeks 1460 lag Nederhemert geheel ten noorden van de Maas. De rivier stroomde vanuit het oosten tot Nederhemert, maakte een grote bocht verder westwaarts richting Heusden en vandaar weer terug tot Nederhemert, om vervolgens verder richting Waal (Woudrichem) te stromen. In of nabij 1460 werd de bocht op natuurlijke wijze afgesneden, waardoor een deel van Nederhemert ten zuiden van de Maas kwam te liggen. In 1481 maakten inwoners van 's-Hertogenbosch de nieuwe rivierloop beter bevaarbaar, zodat hun schepen geen tol meer aan Heusden hoefden te betalen. Tot 1904 zou Heusden aan een dode Maasarm liggen, waarna de Maaskanalisatie ervoor zorgde dat de hoofdstroom weer langs Heusden ging lopen en Nederhemert-Zuid samen met Bern op 'Het Eiland' kwam te liggen.

### Bestuurlijke geschiedenis
In het begin van de 14e eeuw wordt er in Nederhemert een kasteel gebouwd en opgedragen aan Reinoud van Gelre. In 1318 komt het huis in bezit van Willem de Cock, die zich hierop Van Hemert laat noemen. Nederhemert was vroeger een hoge heerlijkheid. Dat wil zeggen dat het een eigen rechtbank bezat, waar de heer recht sprak. Ook had Nederhemert een eigen dijkstoel (dijkbestuur). Deze familie was tevens in het bezit van een aantal andere heerlijkheden in het rivierenland.
Nederhemert was tot 1 juli 1955 een zelfstandige gemeente en ging toen op in de gemeente Kerkwijk. De dorpen Nederhemert-Noord en -Zuid tellen samen 1814 inwoners (per 1 januari 2023). Per 1 januari 1999 ging de gemeente Kerkwijk samen met de gemeente Brakel op in de gemeente Zaltbommel.

## Geografie
- Nederhemert-Noord
- Nederhemert-Zuid

## Geboren
- Cees van de Werken (1913-2002), politicus

## Overleden
- Floris I (circa 1025-1061) eerste graaf van Holland